# Meitetsu Kōwa-Linie
| Triebzug der Baureihe 1000 „Panorama Super“ zwischen Kōwaguchi und Kōwa |                           |                                 |                        |
| Streckenlänge: | 28,8 km                   |                                 |                        |
| Spurweite: | 1067 mm (Kapspur)         |                                 |                        |
| Stromsystem: | 1500 V =                  |                                 |                        |
| Minimaler Radius: | 280 m                     |                                 |                        |
| Streckengeschwindigkeit: | 100 km/h                  |                                 |                        |
| Zweigleisigkeit: | Ōtagawa–Kōwaguchi         |                                 |                        |
| |                           |                                 |                        |
| Gesellschaft: | Meitetsu (Nagoya Tetsudō) |                                 |                        |
| \| \| 0,0 \| Ōtagawa (太田川) \| 1912– \| \| \| \| ↑← Meitetsu Tokoname-Linie \| 1912– \| \| \| 1,3 \| Takayokosuka (高横須賀) \| 1931– \| \| \| \| Yokosuka-Tunnel (61 m) \| \| \| \| 2,7 \| Kagiya-Nakanoike (加木屋中ノ池) \| 2024– \| \| \| 3,4 \| Kagiya (加木屋) \| 1931–1969 \| \| \| \| Ōta-gawa \| \| \| \| 4,1 \| Minami Kagiya (南加木屋) \| 1931– \| \| \| 5,9 \| Yawata-shinden (八幡新田) \| 1931– \| \| \| 7,1 \| Tatsumigaoka (巽ヶ丘) \| 1955– \| \| \| \| Agui-gawa \| \| \| \| 7,9 \| Shirasawa (白沢) \| 1931– \| \| \| \| Chitahantō-Autobahn \| \| \| \| \| Agui-gawa \| \| \| \| 9,5 \| Sakabe (坂部) \| 1931– \| \| \| \| Tonkoshi-kawa \| \| \| \| 10,6 \| Agui (阿久比) \| 1983– \| \| \| 11,2 \| Mukuoka (椋岡) \| 1931–2006 \| \| \| \| Maeda-gawa \| \| \| \| 12,2 \| Uedai (植大) \| 1931– \| \| \| \| Yakachi-gawa \| \| \| \| 13,2 \| Handaguchi (半田口) \| 1931– \| \| \| 14,0 \| Sumiyoshichō (住吉町) \| 1933– \| \| \| 14,8 \| Chita Handa (知多半田) \| 1931– \| \| \| 15,8 \| Narawa (成岩) \| 1931– \| \| \| \| Kōbe-gawa \| \| \| \| 16,8 \| Aoyama (青山) \| 1933– \| \| \| 18,0 \| Ausweiche Jabuchi \| 1961–1962 \| \| \| \| Ishikawa \| \| \| \| 19,0 \| Age (上ゲ) \| 1932– \| \| \| \| → Taketoyo-Linie \| 1886– \| \| \| \| Taketoyo (武豊) \| 1886– \| \| \| 19,8 \| Chita-Taketoyo (知多武豊) \| 1932– \| \| \| \| Hori-kawa \| \| \| \| \| ← NOF Co. \| –1987 \| \| \| \| Taketoyo-minato (武豊港) \| 1930–1965 \| \| \| 21,4 \| Urashima (浦島) \| 1933–1969 \| \| \| \| Shinkawa \| \| \| \| 22,3 \| Fuki (富貴) \| 1932– \| \| \| \| ← Neue Meitetsu Chita-Linie \| 1974– \| \| \| 23,7 \| Shikainami (四海波) \| 1932–1972 \| \| \| 24,2 \| Futto (布土) \| 1972–2006 \| \| \| \| Futto-gawa \| \| \| \| 25,1 \| Futto \| 1932–1972 \| \| \| 25,8 \| Kōwaguchi (河和口) \| 1932– \| \| \| 26,3 \| Tokishi (時志) \| 1935–1969 \| \| \| 28,8 \| Kōwa (河和) \| 1935– \| |                           |                                 |                        |
| Bahnhof | 0,0                       | Ōtagawa (太田川)                | 1912–                  |
| Abzweig geradeaus und nach rechts |                           | ↑← Meitetsu Tokoname-Linie      | 1912–                  |
| Haltepunkt / Haltestelle | 1,3                       | Takayokosuka (高横須賀)         | 1931–                  |
| Tunnel |                           | Yokosuka-Tunnel (61 m)          | Yokosuka-Tunnel (61 m) |
| Haltepunkt / Haltestelle | 2,7                       | Kagiya-Nakanoike (加木屋中ノ池) | 2024–                  |
| ehemaliger Haltepunkt / Haltestelle | 3,4                       | Kagiya (加木屋)                 | 1931–1969              |
| Brücke über Wasserlauf |                           | Ōta-gawa                        | Ōta-gawa               |
| Haltepunkt / Haltestelle | 4,1                       | Minami Kagiya (南加木屋)        | 1931–                  |
| Haltepunkt / Haltestelle | 5,9                       | Yawata-shinden (八幡新田)       | 1931–                  |
| Haltepunkt / Haltestelle | 7,1                       | Tatsumigaoka (巽ヶ丘)           | 1955–                  |
| Brücke über Wasserlauf |                           | Agui-gawa                       | Agui-gawa              |
| Haltepunkt / Haltestelle | 7,9                       | Shirasawa (白沢)                | 1931–                  |
| |                           | Chitahantō-Autobahn             |                        |
| Brücke über Wasserlauf |                           | Agui-gawa                       | Agui-gawa              |
| Haltepunkt / Haltestelle | 9,5                       | Sakabe (坂部)                   | 1931–                  |
| Brücke über Wasserlauf |                           | Tonkoshi-kawa                   | Tonkoshi-kawa          |
| Bahnhof | 10,6                      | Agui (阿久比)                   | 1983–                  |
| ehemaliger Haltepunkt / Haltestelle | 11,2                      | Mukuoka (椋岡)                  | 1931–2006              |
| Brücke über Wasserlauf |                           | Maeda-gawa                      | Maeda-gawa             |
| Haltepunkt / Haltestelle | 12,2                      | Uedai (植大)                    | 1931–                  |
| Brücke über Wasserlauf |                           | Yakachi-gawa                    | Yakachi-gawa           |
| Haltepunkt / Haltestelle | 13,2                      | Handaguchi (半田口)             | 1931–                  |
| Haltepunkt / Haltestelle | 14,0                      | Sumiyoshichō (住吉町)           | 1933–                  |
| Bahnhof | 14,8                      | Chita Handa (知多半田)          | 1931–                  |
| Haltepunkt / Haltestelle | 15,8                      | Narawa (成岩)                   | 1931–                  |
| Brücke über Wasserlauf |                           | Kōbe-gawa                       | Kōbe-gawa              |
| Haltepunkt / Haltestelle | 16,8                      | Aoyama (青山)                   | 1933–                  |
| ehemalige Blockstelle | 18,0                      | Ausweiche Jabuchi               | 1961–1962              |
| Brücke über Wasserlauf |                           | Ishikawa                        | Ishikawa               |
| Haltepunkt / Haltestelle | 19,0                      | Age (上ゲ)                      | 1932–                  |
| Strecke · Strecke von links |                           | → Taketoyo-Linie                | 1886–                  |
| Strecke · Kopfbahnhof Strecke ab hier außer Betrieb |                           | Taketoyo (武豊)                 | 1886–                  |
| Haltepunkt / Haltestelle · Strecke (außer Betrieb) | 19,8                      | Chita-Taketoyo (知多武豊)       | 1932–                  |
| Brücke über Wasserlauf · Brücke über Wasserlauf (Strecke außer Betrieb) |                           | Hori-kawa                       | Hori-kawa              |
| Kreuzung geradeaus oben (Querstrecke außer Betrieb) · Abzweig geradeaus und nach rechts (Strecke außer Betrieb) |                           | ← NOF Co.                       | –1987                  |
| Strecke · Betriebs-/Güterbahnhof Streckenende (Strecke außer Betrieb) |                           | Taketoyo-minato (武豊港)        | 1930–1965              |
| ehemaliger Haltepunkt / Haltestelle | 21,4                      | Urashima (浦島)                 | 1933–1969              |
| Brücke über Wasserlauf |                           | Shinkawa                        | Shinkawa               |
| Bahnhof | 22,3                      | Fuki (富貴)                     | 1932–                  |
| Abzweig geradeaus und nach rechts |                           | ← Neue Meitetsu Chita-Linie     | 1974–                  |
| ehemaliger Haltepunkt / Haltestelle | 23,7                      | Shikainami (四海波)             | 1932–1972              |
| ehemaliger Haltepunkt / Haltestelle | 24,2                      | Futto (布土)                    | 1972–2006              |
| Brücke über Wasserlauf |                           | Futto-gawa                      | Futto-gawa             |
| ehemaliger Haltepunkt / Haltestelle | 25,1                      | Futto                           | 1932–1972              |
| Bahnhof | 25,8                      | Kōwaguchi (河和口)              | 1932–                  |
| ehemaliger Haltepunkt / Haltestelle | 26,3                      | Tokishi (時志)                  | 1935–1969              |
| Kopfbahnhof Streckenende | 28,8                      | Kōwa (河和)                     | 1935–                  |

Die Meitetsu Kōwa-Linie (jap. 名鉄常滑線, Meitetsu Kōwa-sen) ist eine Eisenbahnstrecke auf der japanischen Insel Honshū, die von der Bahngesellschaft Meitetsu (Nagoya Tetsudō) betrieben wird. In der Präfektur Aichi durchquert sie die Chita-Halbinsel und verbindet dabei Tōkai mit Handa und Mihama.

## Streckenbeschreibung
Die 28,8 km lange Strecke ist in Kapspur (1067 mm) verlegt und mit 1500 V Gleichspannung elektrifiziert. Insgesamt werden 20 Bahnhöfe bedient. Der nördliche Ausgangspunkt ist der Bahnhof Ōtagawa, wo sie von der Meitetsu Tokoname-Linie abzweigt. Zunächst quert sie den flachen nördlichen Teil der Chita-Halbinsel, wobei sie den Flüssen Ōta und Agui folgt. Der wichtigste Bahnhof ist Chita Handa im Zentrum der Stadt Handa, ungefähr in der Streckenmitte. Auf dem Stadtgebiet von Handa und Taketoyo verläuft die Strecke in etwa 300 bis 400 Metern Entfernung parallel zur Taketoyo-Linie von JR Central. Im Bahnhof Fuki zweigt die Neue Meitetsu Chita-Linie in Richtung Westen ab. Die Meitetsu Kōwa-Linie wiederum verläuft nun durch hügeliges Gelände entlang der Ostküste der Chita-Halbinsel und endet schließlich im Bahnhof Kōwa. Mit Ausnahme des am südlichsten gelegenen eingleisigen Abschnitts zwischen Kōwaguchi und Kōwa ist die Strecke zweigleisig ausgebaut.

## Bilder

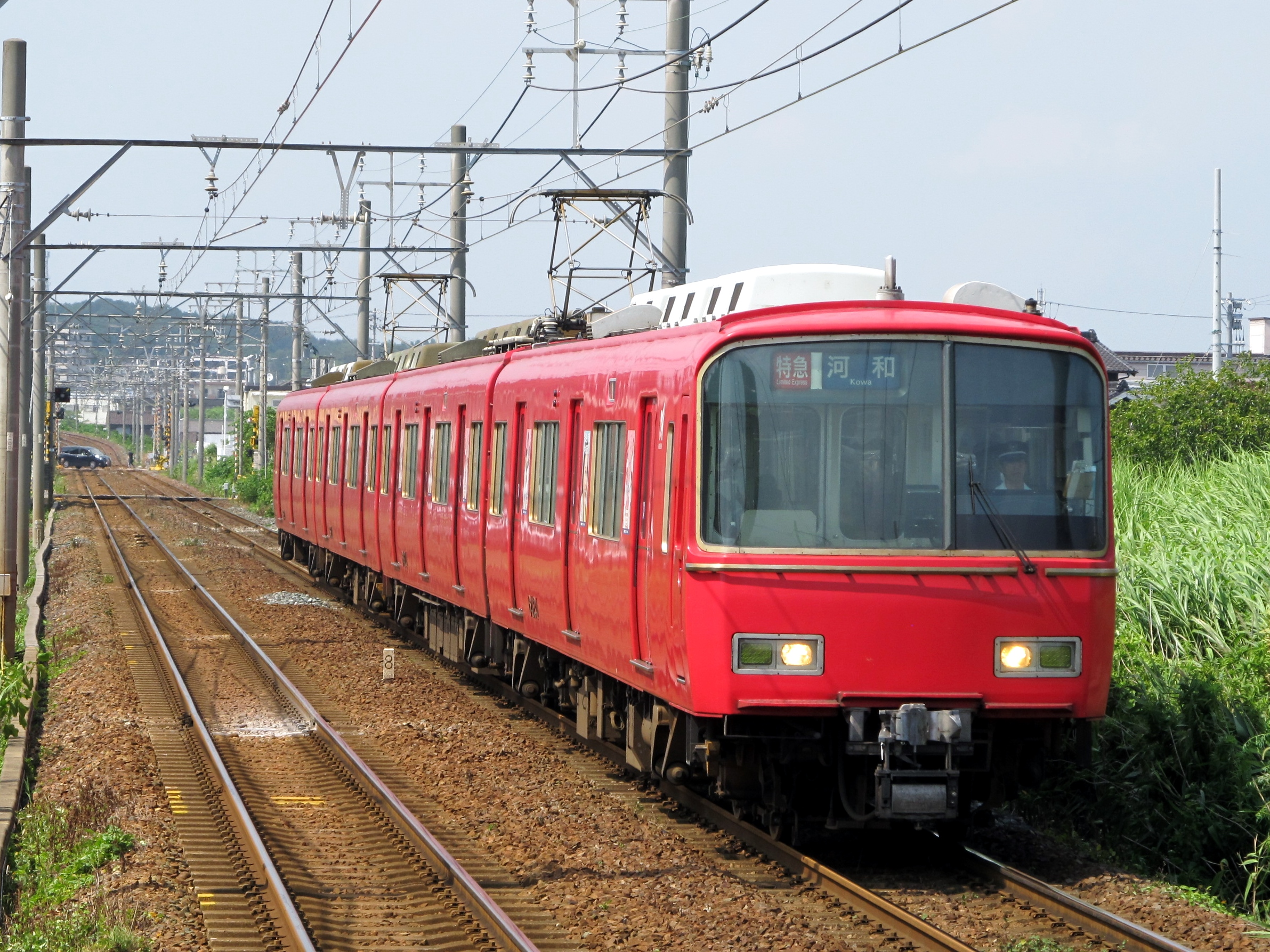
Triebzug der Baureihe 6500 bei Minami-Kagiya
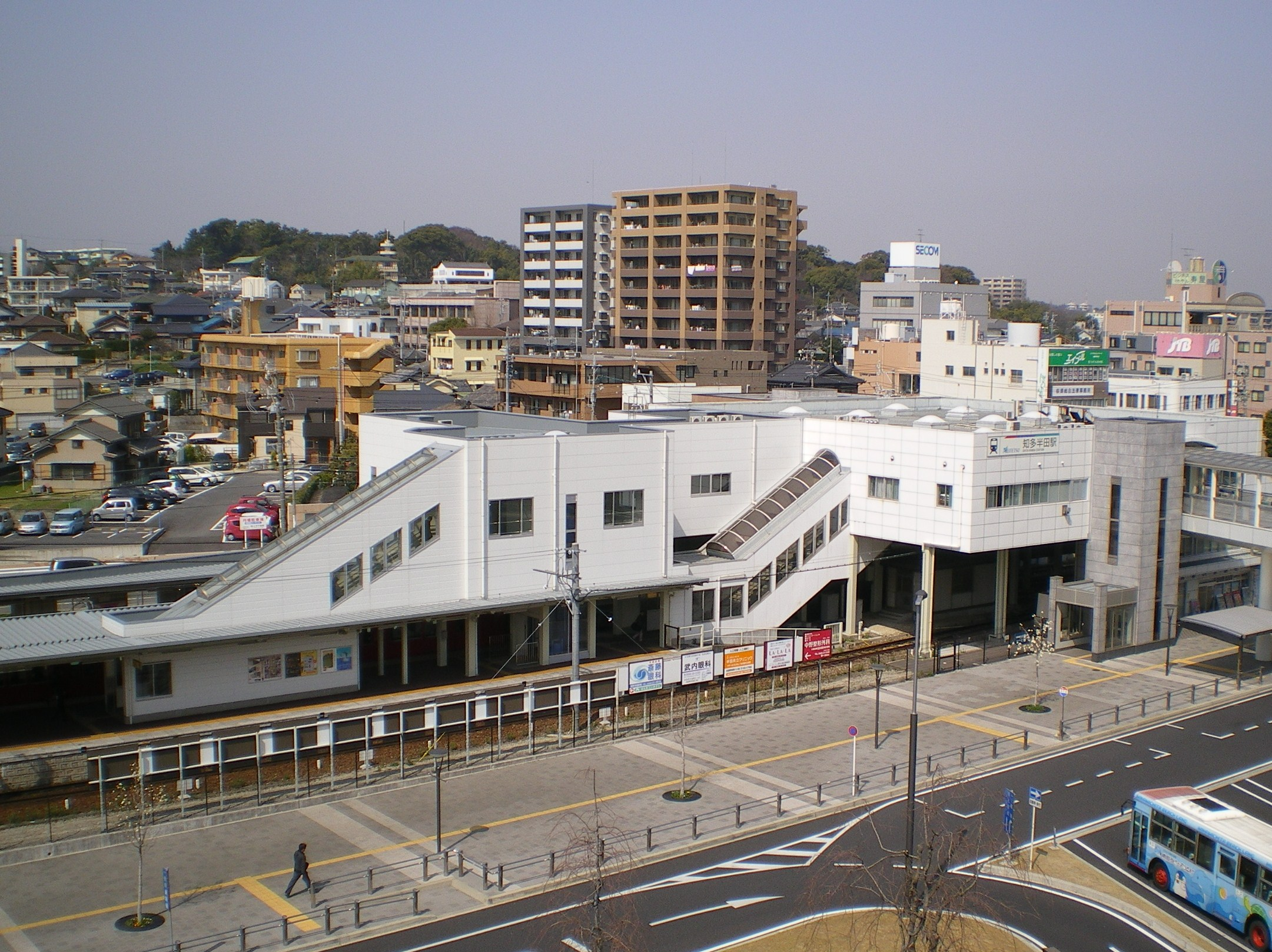
Bahnhof Chita Handa
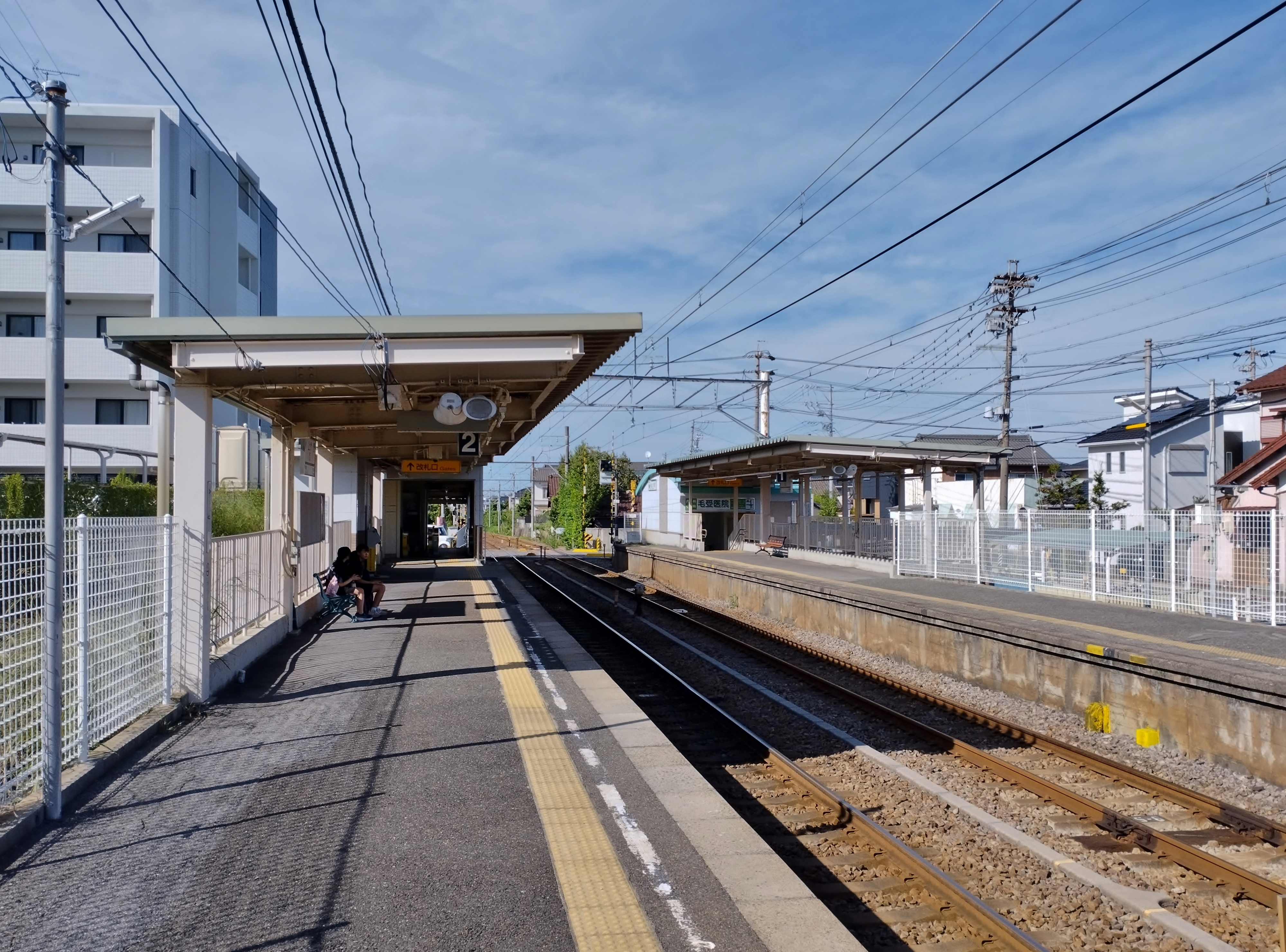
Bahnhof Age
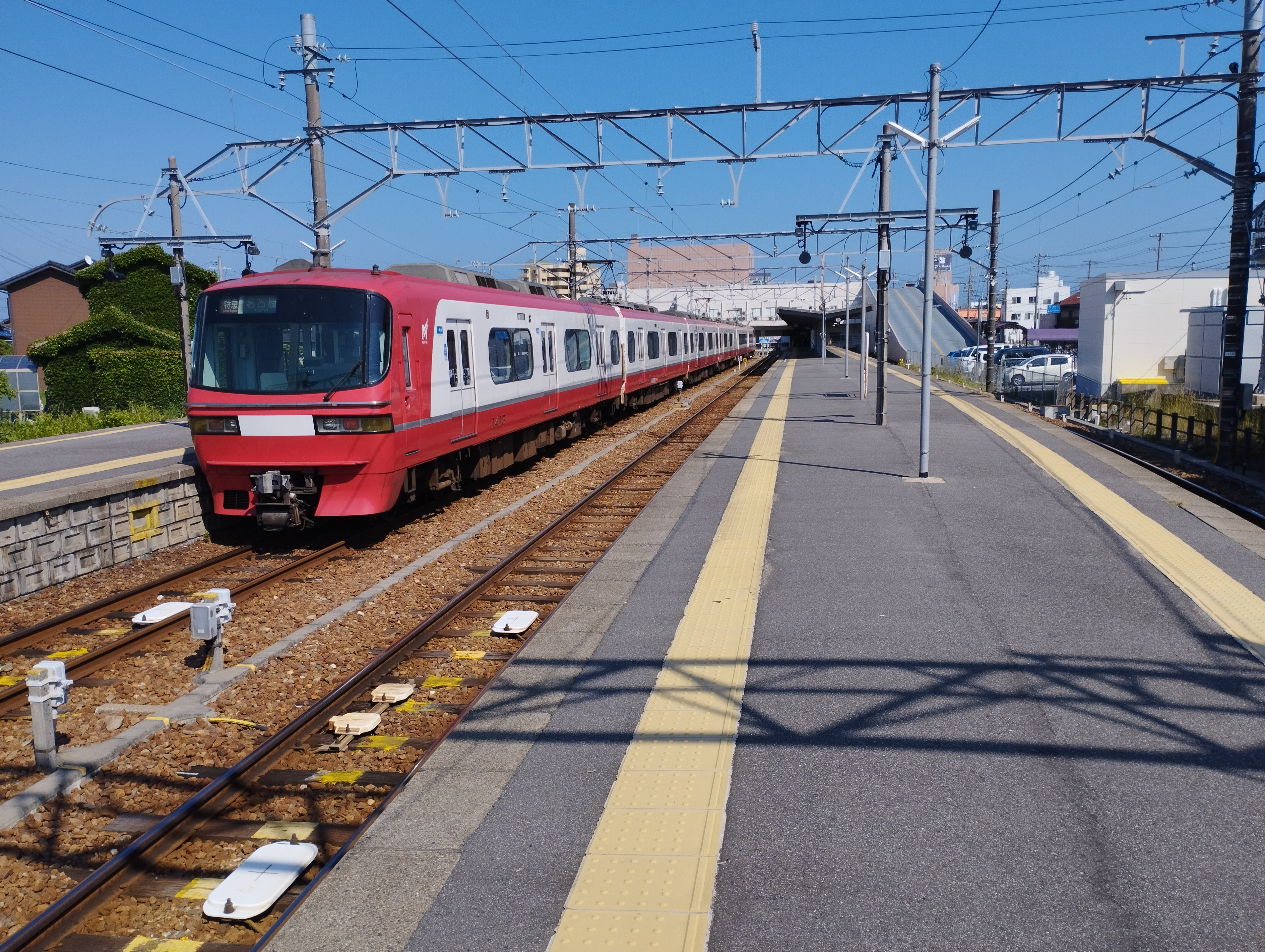
Bahnhof Kōwa

## Zugangebot
Der Fahrplan der Meitetsu Kōwa-Linie ist in jenen der Meitetsu Nagoya-Hauptlinie und der Meitetsu Tokoname-Linie integriert, was umsteigefreie Verbindungen vom Stadtzentrum von Nagoya zur Chita-Halbinsel ermöglicht. Dabei wird der Abschnitt nördlich von Chita Handa üblicherweise achtmal je Stunde bedient, südlich davon viermal. Es wird zwischen drei Zuggattungen unterschieden. Im Halbstundentakt verkehren Express-Eilzüge von Shin-Unuma über Meitetsu Nagoya und Ōtagawa nach Kōwa, die auf dem Streckenteil südlich von Sumiyoshichō den Lokalverkehr übernehmen und dort an allen Bahnhöfen halten. Ebenfalls halbstündlich verkehren Limited Express von Meitetsu Nagoya über Ōtagawa nach Kōwa (während der Hauptverkehrszeit ab Saya), die weniger Zwischenhalte einlegen. Hinzu kommen Lokalzüge im Viertelstundentakt mit Halt an allen Bahnhöfen von Kanayama via Ōtagawa nach Chita Handa.

## Geschichte

### Planung und Bau

Emblem der Chita Tetsudō

Zwar erschloss die Taketoyo-Linie den Osten der Chita-Halbinsel seit dem Jahr 1886, doch die Züge waren allgemein langsam und um nach Nagoya zu gelangen, war ein längerer Umweg erforderlich. Im Dezember 1912 erhielt die Aichi Denki Tetsudō (Aiden) eine Lizenz für die Handa-Linie, die in Owari-Yokosuka von der damals noch im Bau befindlichen Tokoname-Linie abzweigen sollte. Sie begann mit der Vermessung der Strecken und dem Verlegen erster Schienen, doch aufgrund einer Rezession verschlechterte sich die finanzielle Situation des Unternehmens zusehends, weshalb sie die Arbeiten bald einstellen musste. Schließlich lief die Lizenz für die Handa-Linie im Dezember 1915 aus.
1924 plante eine Gruppe einflussreicher regionaler Geschäftsleute eine elektrische Bahn, die in Ōtagawa von der Tokoname-Linie abzweigen und nach Kōwa an der Südostküste der Chita-Halbinsel führen sollte, und baten die Aiden um Rat und Unterstützung. Als im November 1926 die Lizenz für den Streckenbau erteilt wurde, beschloss eine Versammlung der Projektträger, dass die Aiden einen Drittel des Aktienkapitals in der Höhe von drei Millionen Yen zeichnen sollte. Im Oktober 1927 fand eine Hauptversammlung zur Gründung der Chita Tetsudō statt, den Vorsitz des Unternehmens übernahm mit Kiyonari Aikawa der damalige Präsident der Aiden. Im Dezember 1929 begannen die Bauarbeiten. Die damals einsetzende Weltwirtschaftskrise erschwerte die Beschaffung der Geldmittel, doch mit der technischen und finanziellen Unterstützung der Aiden ging der Bau reibungslos voran.
Am 1. April 1931 erfolgte die Eröffnung des 15,8 km langen Abschnitts von Ōtagawa nach Narawa; dabei waren 14,8 km bis Chita Handa zweigleisig ausgebaut. Von Anfang an führte die Aiden den Betrieb im Auftrag der Chita Tetsudō durch und der Fahrplan war auf jenen der Tokoname-Linie abgestimmt, mit umsteigefreien Verbindungen von und nach Jingū-mae. Am 1. Juli 1932 wurde die Strecke um 10,0 km von Narawa nach Kōwaguchi verlängert und am 1. August 1935 erreichte sie die Endstation Kōwa. Es gab Überlegungen, die Strecke weiter nach Utsumi an der Südwestseite der Halbinsel zu verlängern, ein konkretes Projekt lag aber nie vor (heute führt die Neue Meitetsu Chita-Linie dorthin).

### Übernahme durch die Meitetsu
Die Aiden fusionierte im August 1935 mit der Meigi Tetsudō zur heutigen Meitetsu. Diese übernahm daraufhin den Betrieb der Chita Tetsudō übernahm, der zuvor der Aiden anvertraut gewesen war. Nach Ausbruch des Pazifikkriegs strebte die japanische Regierung danach, die Effizienz kleinerer privater Verkehrsunternehmen zu steigern. Zu diesem Zweck erließ sie 1938 das „Gesetz zur Koordination von Landverkehrsunternehmen“, was es ihr ermöglichte, Fusionen zu größeren Einheiten anzuordnen. Auf dieser Grundlage ging die Chita Tetsudō am 1. Februar 1943 vollständig in der Meitetsu auf. Die Mitarbeiter der Chita Tetsudō wurden zu unveränderten Arbeitsbedingungen zur Meitetsu transferiert, und alle Strecken und Fahrzeuge, die sich im Besitz des Unternehmens befanden, ebenfalls auf die Meitetsu übertragen. Die neue Besitzerin nannte die Strecke zunächst Chita-Linie, seit dem 16. Mai 1948 heißt sie Kōwa-Linie.
Während des Kriegs schloss die Meitetsu aufgrund von Personalmangel mehrere Bahnhöfe, nahm sie aber nach Kriegsende wieder in Betrieb. Am 19. Juli 1960 erhielt der Streckenabschnitt zwischen Chita Handa und Narawa ein zweites Gleis, am 21. Mai 1961 folgte der Abschnitt zwischen Narawa und der temporären Ausweiche Jabuchi und am 11. März 1962 reichte der zweigleisige Abschnitt weiter bis nach Chita-Taketoyo. Ab dem Fahrplanwechsel vom 25. März 1963 integrierte die Meitetsu sämtliche Züge der Kōwa-Linie in die Meitetsu Nagoya-Hauptlinie, was umsteigefreie Verbindungen bis in die Innenstadt von Nagoya ermöglichte. Der Doppelspurausbau zwischen Chita-Taketoya und Fuki war am 21. Juni 1966 abgeschlossen, zwischen Fuki und Kōwaguchi am 16. Mai 1974. In den Jahren 1969 und 1972 wurden mehrere schwach frequentierte Bahnhöfe geschlossen, vor allem im südlichen Bereich in Küstennähe. Zwei weitere Bahnhofschließungen erfolgten 2006.

## Liste der Bahnhöfe

Streckenkarte

Ky = Kyūkō (Express); Tk = Tokkyū (Limited Express) 

● = alle Züge halten; ◇ = Sonderhaltestelle
| Name                                       | Name                            | km   | Ky | Tk | Anschlusslinien           | Lage   | Ort      |
| ------------------------------------------ | ------------------------------- | ---- | -- | -- | ------------------------- | ------ | -------- |
| ↑ Durchbindung zur Meitetsu Tokoname-Linie |                                 |      |    |    |                           |        |          |
| TA09                                       | Ōtagawa (太田川)                | 00,0 | ●  | ●  |                           | Koord. | Tōkai    |
| KC01                                       | Takayokosuka (高横須賀)         | 01,3 | ǀ  | ǀ  |                           | Koord. | Tōkai    |
| KC02                                       | Kagiya-Nakanoike (加木屋中ノ池) | 02,7 | ǀ  | ǀ  |                           | Koord. | Tōkai    |
| KC03                                       | Minami-Kagiya (南加木屋)        | 04,1 | ●  | ◇  |                           | Koord. | Tōkai    |
| KC04                                       | Yawata-shinden (八幡新田)       | 05,9 | ǀ  | ǀ  |                           | Koord. |          |
| KC05                                       | Tatsumigaoka (巽ヶ丘)           | 07,1 | ●  | ◇  |                           | Koord. | Chita    |
| KC06                                       | Shirasawa (白沢)                | 07,9 | ǀ  | ǀ  |                           | Koord. | Agui     |
| KC07                                       | Sakabe (坂部)                   | 09,5 | ǀ  | ǀ  |                           | Koord. | Agui     |
| KC08                                       | Agui (阿久比)                   | 10,6 | ●  | ●  |                           | Koord. | Agui     |
| KC09                                       | Uedai (植大)                    | 12,2 | ǀ  | ǀ  |                           | Koord. | Agui     |
| KC10                                       | Handaguchi (半田口)             | 13,2 | ǀ  | ǀ  |                           | Koord. | Handa    |
| KC11                                       | Sumiyoshichō (住吉町)           | 14,0 | ●  | ǀ  |                           | Koord. | Handa    |
| KC12                                       | Chita Handa (知多半田)          | 14,8 | ●  | ●  |                           | Koord. | Handa    |
| KC13                                       | Narawa (成岩)                   | 15,8 | ●  | ǀ  |                           | Koord. | Handa    |
| KC14                                       | Aoyama (青山)                   | 16,8 | ●  | ●  |                           | Koord. | Handa    |
| KC15                                       | Age (上ゲ)                      | 19,0 | ●  | ǀ  |                           | Koord. | Taketoyo |
| KC16                                       | Chita-Taketoyo (知多武豊)       | 19,8 | ●  | ●  |                           | Koord. | Taketoyo |
| KC17                                       | Fuki (富貴)                     | 22,3 | ●  | ●  | Neue Meitetsu Chita-Linie | Koord. | Taketoyo |
| KC18                                       | Kōwaguchi (河和口)              | 25,8 | ●  | ●  |                           | Koord. | Mihama   |
| KC19                                       | Kōwa (河和)                     | 28,8 | ●  | ●  |                           | Koord. | Mihama   |